# Oliv Denis
Oliv Vecel Denis je bila inženjer čije su inovacije u dizajnu promenile prirodu železničkog putovanja. Rođena u Turlovu u Pensilvaniji a odrasla je u Baltimoru.

## Biografija
Diplomirala je umetnost na koledžu Gaučer 1908. godine, a sledeće godine magistrirala je matematiku na Univerzitetu Kolumbija. Nakon predavanja u Viskonsinu, odlučila je da studira građevinarstvo i studirala je na Univerzitetu Kornel, stekavši diplomu za samo godinu dana. Godine 1920. postala je tek druga žena koja je stekla zvanje građevinskog inženjera na Univerzitetu Kornel. Te godine je angažovana kao crtač kompanije B&O Railroad za projektovanje mostova, od kojih je prvi bio u Pejnsvilu. Sledeće godine, Danijel Vilard,  predsednik železnice primetio je da, s obzirom da su polovina putnika železnice žene, zadatak inženjerskih nadogradnji u službi najbolje bi obavila inženjerka. Denisova je postala prva „servisna inženjerka“ kada su B. & O. stvorili poziciju. Inženjer Kurt H. Debus opisao ju je kao prvog inženjera servisa u Americi. Kasnije u svojoj karijeri, B. &. O. je zadužila Oliv da osmisli čitav voz koji je sadržao sve njene inovacije. Ovaj voz, Cincinnatian, istoričarka Šaron Harvud je proglasila „krunom njene karijere“. Takođe je bila prva žena članica Američkog udruženja železničkih inženjera. Za člana Britanskog ženskog inženjerskog društva izabrana je 1931. godine.

### Inovacije
Među inovacijama koje je Denisova uvela u putničke vozove bila su sedišta koja su mogla delimično da se zavale; presvlaka otporna na mrlje u putničkim automobilima; veće svlačionice za žene, snabdevene besplatnim papirnim ubrusima, tečnim sapunom i čašama za piće; plafonska svetla koja su mogla da se priguše noću; pojedinačni otvori za prozore (koje je ona patentirala) kako bi putnicima omogućili da unose svež vazduh; a kasnije i klimatizovane pregrade. I drugi železnički prevoznici sledili su primer u godinama koje su usledile, a autobusi i avio-kompanije, zauzvrat, morali su da poboljšaju nivo udobnosti da bi se takmičili sa železnicom.
Njeno nasleđe za ove inovacije i udobnost postaje uglavnom nepoznato van železničke zajednice. Njeni dizajnerski patenti potpisani su za železnicu i njeno ime se ne pojavljuje u reklamnim materijalima za Cincinnatian, uprkos njenom dizajniranju.

## Spoljašnje veze
- Olive Dennis - Engineer Girl
- Olive W. Dennis - B&O Railroad Museum
- Olive Dennis - Engineers of the Past profile
- Goucher College and Olive Dennis